# جیسون پیرس
جیسون پیرس (انگلیسی: Jason Pearce؛ زادهٔ ۶ دسامبر ۱۹۸۷) یک بازیکن فوتبال اهل بریتانیا است.